# Atiba Hutchinson
Atiba Hutchinson (sinh ngày 8 tháng 2 năm 1983) là một cựu cầu thủ bóng đá chuyên nghiệp người Canada từng thi đấu ở vị trí tiền vệ. Khi thi đấu ở Đan Mạch, anh đã được vinh danh Cầu thủ xuất sắc nhất Super Liga và trở thành cầu thủ Bắc Mỹ đầu tiên nhận được giải thưởng này. Cũng trong mùa giải đó, Hutchinson đã có 6 danh hiệu Cầu thủ Canada xuất sắc nhất năm. Từ năm 2010 đến 2013, anh thi đấu cho PSV Eindhoven ở Eredivise.

## Sự nghiệp câu lạc bộ

### Sự nghiệp ban đầu
Hutchinson sinh ra ở Brampton, Ontario, với tư cách cha mẹ đều là người Trinidad. Anh bắt đầu chơi bóng cho  Brampton Youth SC khi mới 5 tuổi và sau đó chơi bóng cho North Scarborough SC và Woodbridge Strikers Sau khi thử việc tại câu lạc bộ Đức Schalke 04 vào tháng 3 năm 2001, Hutchinson bắt đầu sự nghiệp bóng đá vào mùa hè năm 2002, thi đấu một thời gian ngắn với đội bóng York Region Shooters ở Giải bóng đá chuyên nghiệp Canada trước khi ký hợp đồng với Toronto Lynx.

### Öster
Tháng 1 năm 2003, anh gia nhập đội bóng Thuỵ Điển Östers IF, lúc đó mới được thăng hạng Allsvenskan. Hutchinson đã có sáu bàn thắng cho Öster trong mùa giải 2003. Khi đội bóng Öster xuống hạng ở Allsvenskan, anh được chuyển đến Helsingborgs IF với mức phí 1,32 triệu bảng vào tháng 1 năm 2004.

### Helsingborg
Kỳ vọng rất cao đối với Hutchinson trong mùa giải đầu tiên ở Helsingborg, nhưng cuối cùng đội bóng không hài lòng. Tuy nhiên, trong mùa giải 2005, anh được vinh danh là Cầu thủ xuất sắc nhất của Helsingborg, với việc tiền vệ phòng ngự đã ghi 6 bàn thắng.

### Copenhagen
Hutchinson chuyển đến câu lạc bộ FC Copenhagen ở Đan Mạch, tại đây, trong nửa đầu năm, anh thi đấu ở vị trí tiền vệ trung tâm cùng cầu thủ người Thuỵ Điện, Tobias Linderoth, sau đó được sử dụng ở vị trí tiền vệ và ở vị trí tiền đạo. Huấn luyện viên Ståle Solbakken cho biết trong một cuộc phỏng vấn với tờ báo bóng đá TIPS-bladet rằng Solbakken thấy tài năng tấn công của Hutchinson là quá ấn tượng đối với một tiền vệ trung tâm, đồng thời nói rằng cầu thủ này sẽ được sử dụng thường xuyên hơn ở vị trí tiền vệ cánh.\
Sau khi rời đội bóng Copenhagen, Hutchinson đã được trao giải Cầu thủ xuất sắc nhất năm của Super Liga trong mùa giải cuối cùng ở Copenhagen.

### PSV
Ngày 22 tháng 4 năm 2010, Hutchinson ký hợp đồng 3 năm với câu lạc bộ PSV Eindhoven ở Eredivisie theo dạng chuyển nhượng tự do. Ngày 14 tháng 8 năm 2010, anh có trận ra mắt cho PSV trong chiến thắng 6–0 trên sân nhà trước De Graafschap. Bốn ngày sau, anh có trận ra mắt tại giải đấu châu Âu cho đội bóng trong trận thua bất ngờ 0–1 ở lượt đi trước FC Sibir Novosibirsk ở Europa League, nhưng PSV đã thắng trận lượt về với tỷ số 5–0 để tiến vào giai đoạn tiếp theo của giải đấu. Hutchinson đã ghi bàn thắng đầu tiên cho PSV vào ngày 23 tháng 1 năm 2011, bàn thắng ở phút thứ 46 trong chiến thắng 3–0 trước VVV-Venlo. Anh đá chính trong mùa giải 2010 với vai trò phòng ngự ở vị trí hậu vệ cánh phải. Tuy nhiên, với việc chuyển nhượng Ibrahim Afellay đến Barcelona vào giữa mùa giải, Hutchinson chuyển sang vị trí tiền vệ trung tâm. anh tiếp tục gây ấn tượng trong suốt mùa đông khi ghi bàn thắng thứ hai ở mùa giải trong chiến thắng 3–2 trước Excelsior vào ngày 5 tháng 3 năm 2011. Anh cũng giúp PSV tiến vào vòng tứ kết Europa League trước khi bị Benfica loại với tỷ số chung cuộc 3–6 vào giữa tháng 4.
Hutchinson phải bỏ lỡ đầu mùa giải 2011–12 vì đã dính chấn thương đầu gối khi khoác áo đội tuyển Canada tại Gold Cup vào mùa hè năm đó. Sau khi bỏ lỡ hai trận đầu tiên của mùa giải, anh đã trở lại PSV vào ngày 21 tháng 8 năm 2011, vào sân từ băng ghế dự bị ở hiệp hai trong chiến thắng 3–0 trước ADO Den Haag. Vài tuần sau, Hutchinson lại dính chấn thương đầu gối khác trong trận gặp Saint Lucia ở vòng loại FIFA World Cup 2014, khiến anh phải phẫu thuật đầu gối 18 tháng. Mặc dù vậy, anh đá chính cho PSV trong trận chung kết KNVB Cup gặp Heracles Almelo, đội bóng anh đã giành chức vô địch giải đấu.
Hutchinson đã được trở lại ở vị trí hậu vệ cánh phải. Ngày 26 tháng 8 năm 2012, anh ghi bàn thắng đầu tiên trong mùa giải mới nhờ đường chuyền của Dries Mertens ở phút thứ 38, trận đấu kết thúc với chiến thắng 3–1 trước FC Groningen.

### Beşiktaş

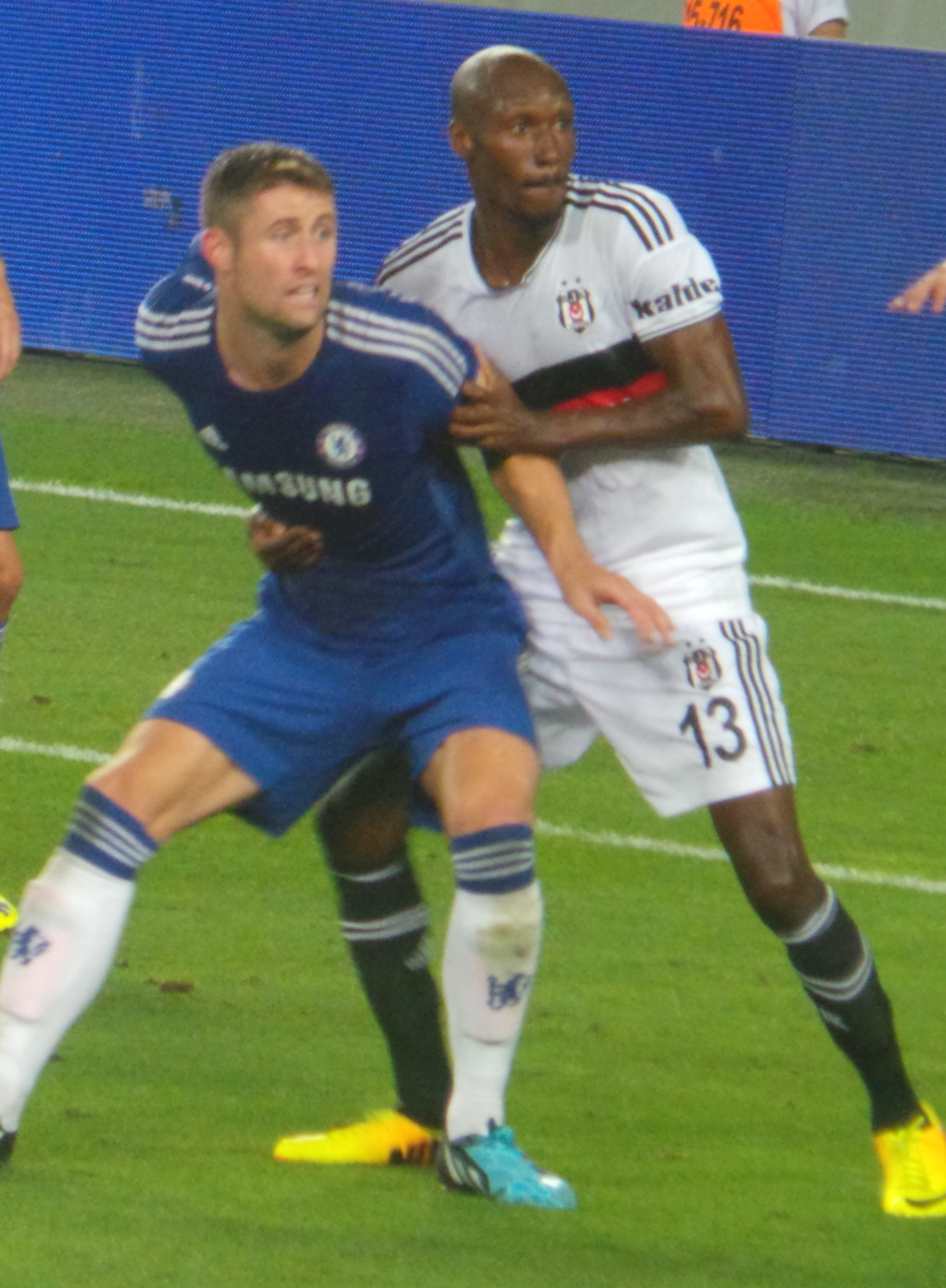
Atiba Hutchinson (phải) thi đấu cho Beşiktaş trong trận đấu gặp Chelsea năm 2014

Với mong muốn được ký hợp đồng với một câu lạc bộ Premier League, Hutchinson đã hết hạn hợp đồng với PSV và bắt đầu tìm kiếm một đội bóng mới vào mùa hè năm 2013. Tuy nhiên, anh ký hợp đồng hai năm với Beşiktaş ở Süper Lig vào ngày 31 tháng 7. Anh đã ghi bàn thắng đầu tiên cho câu lạc bộ vào ngày 23 tháng 3 năm 2014, trong chiến thắng 3–0 trước Akhisar Belediyespor. Sau khi bỏ lỡ trận lượt đi ở vòng play-off UEFA Champions League 2014–15, anh đã có một màn trình diễn nổi bật trước Arsenal, huấn luyện viên Arsène Wenger cho rằng Hutchinson là một cầu thủ Besiktas ấn tượng nhất; trận đấu kết thúc với thất bại 0–1.
Mùa hè năm 2015, Hutchinson gia hạn thêm hai năm với Beşiktaş. Trong mùa giải 2015–16, anh đã giành được danh hiệu khi Beşiktaş giành chức vô địch mùa giải, điều ngày đã được lặp lại thành công trong mùa giải 2016–17, một lần nữa anh đóng vai trò ở vị trí tiền vệ phòng ngự.
Tháng 8 năm 2018, Hutchinson ký hợp đồng mới một năm với câu lạc bộ, trong đó có điều khoản gia hạn hợp đồng thêm một mùa giải nếu đáp ứng các tiêu chí hiệu suất. Trong mùa giải 2019–20, Hutchinson đã có 200 lần ra sân cho Beşiktaş.
Ngày 15 tháng 8 năm 2020, anh ký một hợp đồng gia hạn thêm với Beşiktaş, để giữ anh ở lại đội bóng cho đến hết mùa giải 2020–21.
Ngày 6 tháng 7 năm 2021, anh ký hợp đồng gia hạn thêm 1 năm với Beşiktaş.

## Sự nghiệp quốc tế

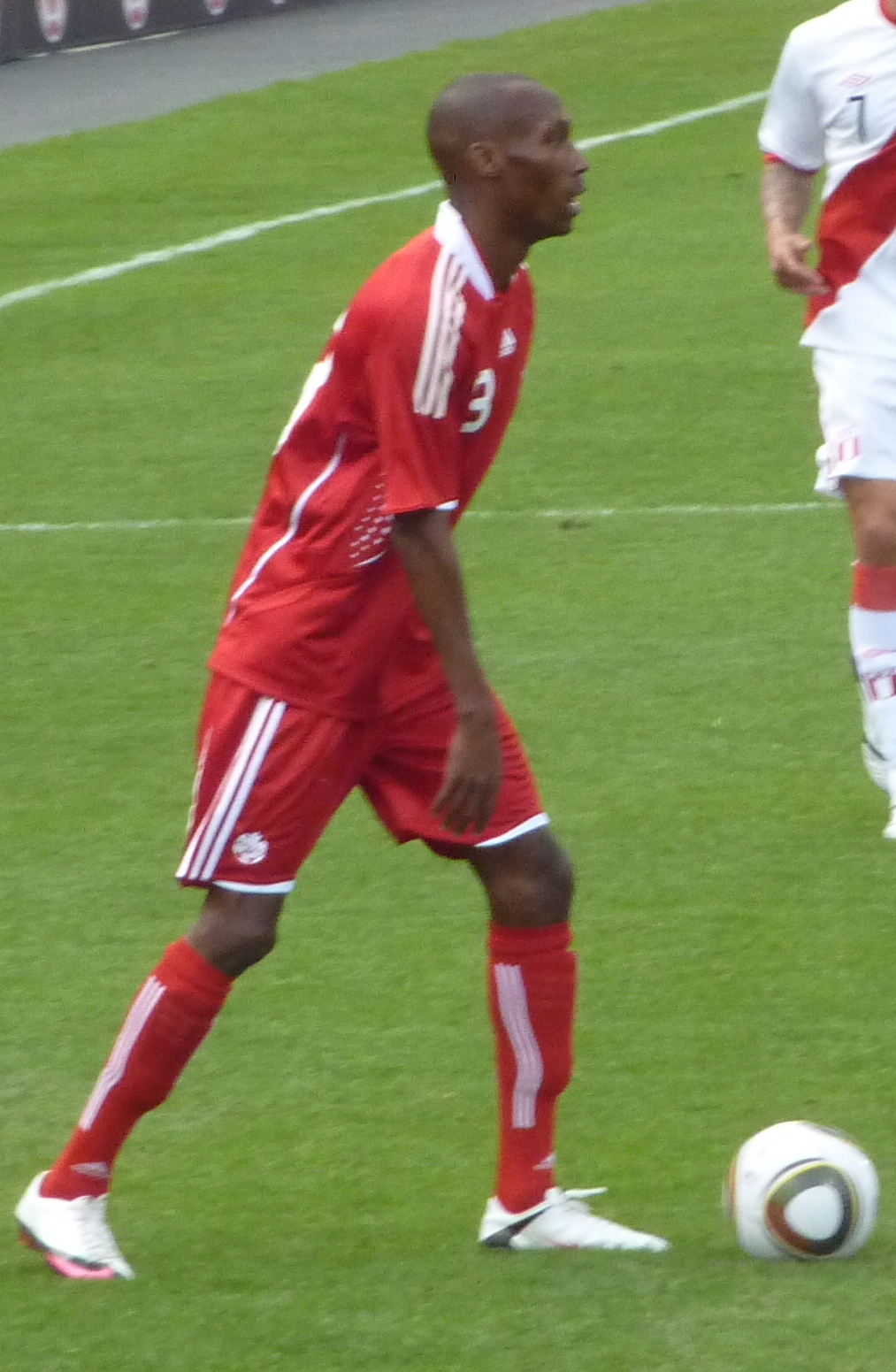
Hutchinson đấu cho Canada trong trận gặp Peru tại BMO Field vào ngày 4 tháng 9 năm 2010

Anh đã có trận ra mắt đội tuyển Canada vào tháng 1 năm 2003, trong trận giao hữu gặp Hoa Kỳ . Cùng năm đó, anh được triệu tập tham dự Cúp Vàng CONCACAF 2003, rồi trải qua 5 kỳ Cúp vàng CONCACAF trong hai thập kỷ bao gồm: 2005, 2007, 2009, 2011 và 2019.
Canada đã lọt vào bán kết Cúp vàng CONCACAF 2007, một trận đấu gặp Hoa Kỳ, nơi diễn ra một trong những khoảnh khắc gây tranh cãi nhất trong sự nghiệp của Hutchinson. Khi Canada bị dẫn trước 1–2 trong thời gian quy định, anh đã ghi một bàn thắng ở phút bù giờ cuối cùng. Tuy nhiên, bàn thắng này đã bị trọng tài Benito Archundia thổi việt vị, nhờ đó Hoa Kỳ giành chiến thắng và tiến vào trận chung kết. Rồi sau đó, nhiều người tin rằng thổi còi của Archundia là không chính xác.
Ngày 17 tháng 12 năm 2010, Hutchinson lần đầu tiên được Hiệp hội Bóng đá Canada trao giải Cầu thủ Canada xuất sắc nhất năm trong sự nghiệp. Anh đã được ưu ái rất nhiều cho giải thưởng này vào năm đó, nhờ lối chơi của đội tuyển quốc gia, thi đấu cho câu lạc bộ nổi tiếng ở châu Âu và trở thành cầu thủ Canada đầu tiên được vinh danh là Cầu thủ xuất sắc nhất Superliga - Đan Mạch. Tại CONCACAF Gold Cup 2011, Hutchinson đã dính chấn thương đầu gối trong trận thua 0–2 trước Hoa Kỳ tại Ford Field. Điều này khiến anh bỏ lỡ phần còn lại của giải đấu.
Trong phần lớn sự nghiệp của Hutchinson, Canada vẫn không thể tham dự mấy kỳ FIFA World Cup liên tiếp. Là một phần của vòng loại khu vực CONCACAF cho World Cup 2014 tại Brazil, Canada sắp lọt vào giai đoạn cuối của vòng loại World Cup lần đầu tiên kể từ năm 1998. Bước vào trận đấu cuối cùng của vòng loại thứ ba, gặp Honduras tại San Pedro Sula vào ngày 16 tháng 10 năm 2012, Canada chỉ cần một trận hòa để tiến vào giai đoạn cuối cùng của vòng loại. Thay vào đó, họ đã thua đậm Honduras với tỷ số 1–8, trận thua tồi tệ nhất trong gần ba mươi năm. Trận đấu này bị nhiều người coi là điểm thấp nhất trong lịch sử của đội tuyển Canada. Một lần nữa, Hutchinson được vinh danh là cầu thủ Canada xuất sắc nhất năm cho đến cuối năm 2012, khẳng định rằng cầu thủ này hy vọng sẽ giành suất tham dự World Cup, nói rằng "Điều đó vẫn có ý nghĩa đối với tôi nếu tôi là một cầu thủ của đội tuyển và tiếp tục cố gắng."
Hutchinson một lần nữa được trao giải Cầu thủ Canada xuất sắc nhất năm 2015. Anh giành được danh hiệu này liên tiếp vào năm 2016 và 2017. Tuy nhiên, Canada không khá hơn chút nào trong nỗ lực giành quyền tham dự FIFA World Cup 2018 và không thể lọt vào vòng loại thứ 5 World Cup khu vực Bắc, Trung Mỹ và Caribe. Vỡ mộng và tin rằng những năm tháng đẹp nhất của anh đã bị lãng phí với đội tuyển Canada, Hutchinson sau đó đã nói rằng "Trong đầu tôi, tôi đã xong. Tôi sẽ không trở lại Canada, tôi thề."
Tuy nhiên, Hutchinson vẫn thi đấu tốt cho đội tuyển Canada và tháng 3 năm 2021, anh được gọi vào đội tuyển tham dự vòng loại FIFA World Cup 2022, gặp Bermuda và Quần đảo Cayman. Chu kỳ mới này thành công hơn nhiều so với chu kỳ mà anh đã từng thấy trước đây và Canada lọt vào giai đoạn cuối cùng lần đầu tiên sau một phần tư thế kỷ. Hutchinson cho biết "lần này chúng tôi có toàn tài năng." Ngày 16 tháng 11 năm 2021, anh dẫn dắt Canada giành chiến thắng 2–1 trước Mexico tại Sân vận động Commonwealth, Edmonton, trận đấu này cũng đánh dấu cột mốc trận đấu thứ 90 của Hutchinsohn cho Canada, vượt qua Julian De Guzman để trở thành cầu thủ xuất sắc nhất mọi thời đại của đội tuyển quốc gia Canada. Ngày 27 tháng 3, Canada chính thức giành vé tham dự World Cup với chiến thắng 4–0 trước Jamaica tại BMO Field, Toronto.
Sau khi Hutchinson bị một vết bầm tím khiến đầu mùa giải câu lạc bộ của anh thất vọng vào mùa thu năm 2022, người ta nghi ngờ về việc liệu Hutchinson có sẵn sàng tham gia World Cup hay không. Huấn luyện viên Herdman nói rằng đó là "một tình huống khó khăn đối với cầu thủ này. Bởi vì tôi nghĩ đối với tất cả chúng tôi, cậu có ý nghĩa rất lớn đối với đội tuyển." Tuy nhiên, anh đã hồi phục và vào tháng 11 năm 2022, anh vẫn có tên trong đội hình 26 cầu thủ Canada tham dự FIFA World Cup 2022. Thừa nhận tầm quan trọng của Hutchinson đối với đội tuyển quốc gia trong suốt 20 năm, TSN nhận xét rằng "việc đất nước ta trở lại World Cup là thành tích đỉnh cao trong sự nghiệp có một không hai của cầu thủ này."  Hutchinson cũng là tiền vệ lớn tuổi nhất thi đấu tại World Cup 2022. Ngày 27 tháng 11, anh chạm cột mốc 100 trận cho Canada trong trận thua 1–4 trước Croatia ở vòng bảng World Cup, trở thành cầu thủ Canada đầu tiên đạt được thành tích này. Trong trận đấu cuối cùng vòng bảng, Hutchinson đánh đầu dội xà ngang nhưng vẫn chưa lăn qua khỏi vạch vôi khung thành, Canada cuối cùng bị Maroc đánh bại với tỷ số 1–2, không ghi được điểm nào từ các trận đấu vòng bảng.
Vào tháng 6 năm 2023, Hutchinson được điền tên vào đội 23 người tranh tài vòng chung kết Liên đoàn các quốc gia CONCACAF 2023 . Anh đã trả lời trong một cuộc phỏng vấn với The Athletic rằng giải đấu này có thể sẽ là giải đấu cuối cùng của anh với đội tuyển Canada. Canada đánh bại Panama trong trận bán kết 2–0, lọt vào trận chung kết. Đây là trận chung kết đầu tiên trong sự nghiệp quốc tế của Hutchinson và là trận cuối cùng cho đội tuyển quốc gia sau 20 năm. Hutchinson chính thức chia tay sự nghiệp thi đấu quốc tế vào ngày 17 tháng 6.

## Đời sống cá nhân
Atiba Hutchinson đã kết hôn với một người phụ nữ Pháp gốc Iran có tên là Sarah, người mà cầu thủ này đã gặp khi đang thi đấu ở Đan Mạch. Họ đã có ba người con trai, Noah (sinh năm 2015), Nava (sinh năm 2016)  và Ayo Siyah (2017), tất cả đều sinh ra ở Istanbul, Thổ Nhĩ Kỳ.

## Thống kê sự nghiệp

### Câu lạc bộ
Tính đến ngày 27 tháng 1 năm 2023
| Câu lạc bộ           | Mùa giải            | Giải đấu                 | Giải đấu | Giải đấu | Cúp Quốc gia | Cúp Quốc gia | Châu lục | Châu lục | Khác | Khác | Tổng cộng | Tổng cộng |
| Câu lạc bộ           | Mùa giải            | Hạng                     | Trận     | Bàn      | Trận         | Bàn          | Trận     | Bàn      | Trận | Bàn  | Trận      | Bàn       |
| -------------------- | ------------------- | ------------------------ | -------- | -------- | ------------ | ------------ | -------- | -------- | ---- | ---- | --------- | --------- |
| York Region Shooters | 2002                | Giải Ngoại hạng Canada   | 2        | 0        | 0            | 0            | —        | —        | —    | —    | 2         | 0         |
| Toronto Lynx         | 2002                | USL First Division       | 4        | 0        | 0            | 0            | —        | —        | —    | —    | 4         | 0         |
| Öster                | 2003                | Allsvenskan              | 24       | 6        |              |              | —        | —        | —    | —    | 24        | 6         |
| Helsingborg          | 2004                | Allsvenskan              | 24       | 0        |              |              | —        | —        | —    | —    | 24        | 0         |
| Helsingborg          | 2005                | Allsvenskan              | 25       | 6        |              |              | —        | —        | —    | —    | 25        | 6         |
| Helsingborg          | Tổng cộng           | Tổng cộng                | 49       | 6        |              |              | —        | —        | —    | —    | 49        | 6         |
| Copenhagen           | 2005–06             | Giải Ngoại hạng Đan Mạch | 13       | 1        | 1            | 0            | —        | —        | —    | —    | 14        | 1         |
| Copenhagen           | 2006–07             | Giải Ngoại hạng Đan Mạch | 32       | 4        | 0            | 0            | 10       | 1        | —    | —    | 42        | 5         |
| Copenhagen           | 2007–08             | Giải Ngoại hạng Đan Mạch | 31       | 8        | 0            | 0            | 10       | 1        | —    | —    | 41        | 9         |
| Copenhagen           | 2008–09             | Giải Ngoại hạng Đan Mạch | 33       | 6        | 3            | 0            | 12       | 2        | —    | —    | 48        | 8         |
| Copenhagen           | 2009–10             | Giải Ngoại hạng Đan Mạch | 30       | 3        | 2            | 0            | 12       | 0        | —    | —    | 44        | 3         |
| Copenhagen           | Tổng cộng           | Tổng cộng                | 139      | 22       | 6            | 0            | 44       | 4        | —    | —    | 189       | 26        |
| PSV Eindhoven        | 2010–11             | Eredivisie               | 33       | 2        | 4            | 0            | 13       | 0        | —    | —    | 50        | 2         |
| PSV Eindhoven        | 2011–12             | Eredivisie               | 14       | 0        | 3            | 0            | 4        | 0        | —    | —    | 21        | 0         |
| PSV Eindhoven        | 2012–13             | Eredivisie               | 33       | 2        | 4            | 0            | 6        | 0        | 1    | 0    | 44        | 2         |
| PSV Eindhoven        | Tổng cộng           | Tổng cộng                | 80       | 4        | 11           | 0            | 23       | 0        | 1    | 0    | 115       | 4         |
| Beşiktaş             | 2013–14             | Süper Lig                | 30       | 1        | 1            | 0            | 2        | 0        | —    | —    | 33        | 1         |
| Beşiktaş             | 2014–15             | Süper Lig                | 30       | 2        | 3            | 0            | 10       | 0        | —    | —    | 43        | 2         |
| Beşiktaş             | 2015–16             | Süper Lig                | 34       | 2        | 3            | 0            | 6        | 0        | —    | —    | 43        | 2         |
| Beşiktaş             | 2016–17             | Süper Lig                | 28       | 1        | 1            | 0            | 11       | 1        | 1    | 0    | 41        | 2         |
| Beşiktaş             | 2017–18             | Süper Lig                | 25       | 2        | 1            | 0            | 7        | 0        | 1    | 0    | 34        | 2         |
| Beşiktaş             | 2018–19             | Süper Lig                | 27       | 4        | 0            | 0            | 0        | 0        | —    | —    | 27        | 4         |
| Beşiktaş             | 2019–20             | Süper Lig                | 30       | 6        | 1            | 0            | 1        | 0        | —    | —    | 32        | 6         |
| Beşiktaş             | 2020–21             | Süper Lig                | 36       | 4        | 3            | 0            | 1        | 0        | —    | —    | 40        | 4         |
| Beşiktaş             | 2021–22             | Süper Lig                | 25       | 1        | 3            | 1            | 4        | 0        | 1    | 1    | 33        | 3         |
| Beşiktaş             | 2022–23             | Süper Lig                | 4        | 0        | 3            | 0            | —        | —        | —    | —    | 7         | 0         |
| Beşiktaş             | Tổng cộng           | Tổng cộng                | 269      | 23       | 19           | 1            | 42       | 1        | 3    | 1    | 333       | 26        |
| Tổng cộng sự nghiệp  | Tổng cộng sự nghiệp | Tổng cộng sự nghiệp      | 567      | 61       | 36           | 1            | 109      | 5        | 4    | 1    | 716       | 68        |

1. 1 2 3 4  Ra sân tại UEFA Champions League
2. ↑  4 lần ra sân và ghi một bàn thắng tại UEFA Champions League, sâu lần ra sân tại UEFA Europa League
3. ↑  Ra sân tại UEFA Europa League
4. ↑  4 lần ra sân tại UEFA Champions League, 8 lần ra sân tại UEFA Europa League
5. 1 2 3 4 5 6  Ra sân tại UEFA Europa League
6. ↑  Ra sân tại Johan Cruyff Shield
7. ↑  3 lần ra sân tại UEFA Champions League, 7 lần ra sân tại UEFA Europa League
8. ↑  6 lần ra sân tại UEFA Champions League, 5 lần ra sân và ghi một bàn thắng tại UEFA Europa League
9. 1 2 3  Ra sân tại Siêu cúp Thổ Nhĩ Kỳ

### Đội tuyển quốc gia
Tính đến ngày 1 tháng 12 năm 2022
| Đội tuyển quốc gia | Năm       | Trận | Bàn |
| ------------------ | --------- | ---- | --- |
| Canada             | 2003      | 4    | 0   |
| Canada             | 2004      | 7    | 1   |
| Canada             | 2005      | 7    | 1   |
| Canada             | 2006      | 4    | 0   |
| Canada             | 2007      | 9    | 1   |
| Canada             | 2008      | 9    | 0   |
| Canada             | 2009      | 7    | 0   |
| Canada             | 2010      | 3    | 1   |
| Canada             | 2011      | 5    | 0   |
| Canada             | 2012      | 7    | 0   |
| Canada             | 2013      | 3    | 0   |
| Canada             | 2014      | 4    | 1   |
| Canada             | 2015      | 4    | 1   |
| Canada             | 2016      | 4    | 0   |
| Canada             | 2017      | 1    | 0   |
| Canada             | 2018      | 2    | 1   |
| Canada             | 2019      | 4    | 0   |
| Canada             | 2020      | 0    | 0   |
| Canada             | 2021      | 6    | 1   |
| Canada             | 2022      | 11   | 1   |
| Tổng cộng          | Tổng cộng | 101  | 9   |

Tính đến ngày 2 tháng 2 năm 2022. Tỷ số và kết quả liệt kê bàn thắng đầu tiên của Argentina, cột điểm cho biết điểm số sau mỗi bàn thắng của Atiba Hutchinson.
| STT | Ngày tháng                | Địa điểm                                                       | Đối thủ              | Tỷ số | Kết quả | Giải đấu                                  |
| --- | ------------------------- | -------------------------------------------------------------- | -------------------- | ----- | ------- | ----------------------------------------- |
| 1   | Ngày 9 tháng 10 năm 2004  | Sân vận động Olímpico Metropolitano, San Pedro Sula, Honduras  | Honduras             | 1–0   | 1–1     | Vòng loại FIFA World Cup 2006             |
| 2   | Ngày 12 tháng 7 năm 2005  | Sân vận động Gillette, Foxborough, Hoa Kỳ                      | Cuba                 | 2–0   | 2–1     | Cúp Vàng CONCACAF 2005                    |
| 3   | Ngày 25 tháng 3 năm 2007  | Sân vận động Quốc gia Bermuda, Bermuda                         | Bermuda              | 1–0   | 3–0     | Giao hữu                                  |
| 4   | Ngày 8 tháng 10 năm 2010  | Sân vận động Lobanovskyi Dynamo, Kyiv, Ukraina                 | Ukraina              | 2–0   | 2–2     | Giao hữu                                  |
| 5   | Ngày 23 tháng 5 năm 2014  | Sonnenseestation, Ritzing, Áo                                  | Bulgaria             | 1–1   | 1–1     | Giao hữu                                  |
| 6   | Ngày 4 tháng 9 năm 2015   | BMO Field, Toronto, Canada                                     | Belize               | 3–0   | 3–0     | Vòng loại FIFA World Cup 2018             |
| 7   | Ngày 18 tháng 11 năm 2018 | Khu liên hợp thể thao Warner, Basseterre, Saint Kitts và Nevis | Saint Kitts và Nevis | 1–0   | 1–0     | Vòng loại CONCACAF Nations League 2019–20 |
| 8   | Ngày 8 tháng 9 năm 2021   | BMO Field, Toronto, Canada                                     | El Salvador          | 1–0   | 3–0     | Vòng loại FIFA World Cup 2022             |
| 9   | Ngày 2 tháng 2 năm 2022   | Sân vận động Cuscatlán, San Salvador, El Salvador              | El Salvador          | 1–0   | 2–0     | Vòng loại FIFA World Cup 2022             |

## Danh hiệu
Copenhagen
- Royal League: 2005–06
- Giải Ngoại hạng Đan Mạch: 2005–06, 2006–07, 2008–09, 2009–10
- Cúp Bóng đá Đan Mạch: 2008–09

PSV
- Cúp KNVB : 2011–12
- Johan Cruyff Shield: 2012

Beşiktaş
- Super Lig: 2015–16, 2016–17, 2020–21
- Cúp Bóng đá Thổ Nhĩ Kỳ: 2020–21
- Siêu cúp Thổ Nhĩ Kỳ: 2021

Cá nhân
- Cầu thủ xuất sắc nhất Giải Ngoại hạng Đan Mạch: 2009–10[57]
- Cầu thủ Canada xuất sắc nhất năm: 2010,[8] 2012, 2014, 2015, 2016, 2017[58]
- Đội hình xuất sắc nhất CONCACAF: 2016[59]
- Đội hình FC Copenhagen xuất sắc nhất mọi thời đại - Bình chọn của người hâm mộ kỷ niệm 100 năm[60]
- Hiệp hội bóng đá Canada: Đội hình tiêu biểu Canada[61]